# Robert Kendrick
Robert Kendrick es un jugador profesional de tenis nacido el 15 de noviembre de 1979 en Fresno, California, Estados Unidos. Su mejor ranking en singles lo alcanzó el 14 de mayo de 2007 al ser 77.º del mundo. En dobles su mejor ranking es 80.º.
Fue suspendido un año por dopaje según anunció la Federación Internacional de Tenis el 29 de julio de 2011. El deportista dio positivo por metilhexaneamina en el torneo de Roland Garros de 2011.

## Títulos (1)

### Individuales (0)
| Leyenda                |
| Grand Slam (0)         |
| Tennis Masters Cup (0) |
| ATP Masters Series (0) |
| ATP Tour (0)           |

### Clasificación en torneos del Grand Slam
| Torneo               | 2010 | 2009 | 2008 | 2007 | 2006 | 2003 | Títulos |
| -------------------- | ---- | ---- | ---- | ---- | ---- | ---- | ------- |
| Abierto de Australia | -    | 1r   | 1r   | 1r   | -    | -    | 0       |
| Roland Garros        | -    | 2r   | -    | 1r   | -    | -    | 0       |
| Wimbledon            | 1r   | 1r   | -    | 1r   | 2r   | 1r   | 0       |
| US Open              | 1r   | 2r   | 2r   | 1r   | 1r   | 1r   | 0       |

### Dobles (1)
| Leyenda                |
| Grand Slam (0)         |
| Tennis Masters Cup (0) |
| ATP Masters Series (0) |
| ATP Tour (1)           |

| N.º | Fecha               | Torneo  | Superficie | Pareja        | Oponentes en la final         | Resultado  |
| --- | ------------------- | ------- | ---------- | ------------- | ----------------------------- | ---------- |
| 1.  | 10 de julio de 2006 | Newport | Césped     | Jürgen Melzer | Jeff Coetzee Justin Gimelstob | 7-6(3) 6-0 |

### Challengers (9)
| N.º | Fecha                    | Torneo       | Superficie | Oponente en la final | Resultado   |
| --- | ------------------------ | ------------ | ---------- | -------------------- | ----------- |
| 1.  | 23 de septiembre de 2002 | Tulsa        | Dura       | Daniel Melo          | 6–3 6–3     |
| 2.  | 4 de octubre de 2004     | Austin       | Dura       | Wesley Whitehouse    | 7–5 6–7 6–2 |
| 3.  | 15 de mayo de 2006       | Forest Hills | Arcilla    | Cecil Mamiit         | 6–2 6–2     |
| 4.  | 20 de noviembre de 2006  | Puebla       | Dura       | Leonardo Mayer       | 7–5 6–4     |
| 5.  | 5 de febrero de 2007     | Dallas       | Dura (I)   | Benedikt Dorsch      | 6–3 6–4     |
| 6.  | 15 de octubre de 2007    | Calabasas    | Dura       | Donald Young         | 3–6 7–6 6–4 |
| 7.  | 19 de noviembre de 2007  | Knoxville    | Dura (I)   | Kevin Kim            | 3–6 6–2 6–4 |
| 8.  | 27 de octubre de 2008    | Louisville   | Dura       | Donald Young         | 6-1 6-1     |
| 9.  | 3 de noviembre de 2008   | Nashville    | Dura       | Somdev Devvarman     | 6-3 7-5     |